# Список кавалеров ордена «За заслуги перед Отечеством» за 2022 год

## Кавалеры ордена I степени
1. 21 февраля 2022 года, № 70 — Степашин, Сергей Вадимович — председатель наблюдательного совета Государственной корпорации — Фонда содействия реформированию жилищно-коммунального хозяйства[1]
2. 4 мая 2022 года, № 251 — Алекперов, Вагит Юсуфович, город Москва[2]
3. 25 августа 2022 года, № 572 — Щедрин, Родион Константинович — композитор, член Всероссийской общественной организации «Союз композиторов России», город Москва[3]

## Кавалеры ордена II степени
1. 21 февраля 2022 года, № 70 — Минниханов, Рустам Нургалиевич — Президент Республики Татарстан
2. 21 февраля 2022 года, № 70 — Макаров, Валерий Леонидович — научный руководитель федерального государственного бюджетного учреждения науки Центрального экономико-математического института Российской академии наук, город Москва
3. 11 марта 2022 года, № 111 — Варшавер, Марк Борисович — директор государственного бюджетного учреждения культуры города Москвы «Московский государственный театр „Ленком Марка Захарова“»
4. 1 апреля 2022 года, № 176 — Артамонов, Анатолий Дмитриевич — сенатор Российской Федерации — представитель от исполнительного органа государственной власти Калужской области, председатель Комитета Совета Федерации по бюджету и финансовым рынкам
5. 18 апреля 2022 года, № 212 — Сухих, Геннадий Тихонович — доктор медицинских наук, академик Российской академии наук, город Москва
6. 2 июня 2022 года, № 337 — Штернфельд, Владимир Давидович — президент общественной организации «Федеральная еврейская национально-культурная автономия», город Москва
7. 1 июля 2022 года, № 418 — Тарпищев, Шамиль Анвярович — президент Общероссийской общественной организации «Федерация тенниса России», город Москва
8. 8 июля 2022 года, № 436 — Шевченко, Юрий Леонидович — президент федерального государственного бюджетного учреждения «Национальный медико-хирургический Центр имени Н. И. Пирогова», город Москва
9. 25 августа 2022 года, № 572 — Дроздов, Николай Николаевич — председатель Медиасовета Первого общественного экологического телевидения межрегиональной общественной организации содействия охране окружающей среды «Живая Планета», город Москва
10. 25 августа 2022 года, № 572 — Малышев, Владимир Сергеевич — исполняющий обязанности ректора федерального государственного бюджетного образовательного учреждения высшего образования «Всероссийский государственный университет кинематографии имени С. А. Герасимова», город Москва
11. 21 сентября 2022 года, № 654 — Толстой, Георгий Кириллович — профессор кафедры федерального государственного бюджетного образовательного учреждения высшего образования «Санкт-Петербургский государственный университет»
12. 17 ноября 2022 года, № 830 — Джабаров, Владимир Михайлович — сенатор Российской Федерации — представитель от законодательного (представительного) органа государственной власти Еврейской автономной области, первый заместитель председателя Комитета Совета Федерации по международным делам
13. 28 ноября 2022 года, № 866 — Вяльбе, Елена Валерьевна — главный тренер спортивной сборной Российской Федерации по лыжным гонкам федерального государственного бюджетного учреждения «Центр спортивной подготовки сборных команд России», город Москва
14. 22 декабря 2022 года, № 933 — Бабкина, Надежда Георгиевна — художественный руководитель — директор государственного бюджетного учреждения культуры города Москвы «Московский государственный академический театр „Русская песня“»

## Кавалеры ордена III степени
1. 20 января 2022 года, № 16 — Голубев, Василий Юрьевич — губернатор Ростовской области
2. 21 февраля 2022 года, № 70 — Алентова, Вера Валентиновна — артистка государственного бюджетного учреждения культуры города Москвы «Московский драматический театр имени А. С. Пушкина»
3. 21 февраля 2022 года, № 70 — Леонтьев, Валерий Яковлевич — артист-вокалист, член правления Международного союза деятелей эстрадного искусства (творческого союза), город Москва
4. 21 февраля 2022 года, № 70 — Поляков, Юрий Михайлович — председатель Национальной ассоциации драматургов, секретарь Общероссийской общественной организации «Союз писателей России», город Москва
5. 21 марта 2022 года, № 132 — Горбенко, Александр Николаевич — заместитель Мэра Москвы в Правительстве Москвы по вопросам региональной безопасности и информационной политики
6. 21 марта 2022 года, № 132 — Денисов, Андрей Иванович — чрезвычайный и полномочный посол Российской Федерации в Китайской Народной Республике
7. 18 апреля 2022 года, № 212 — Мухаметшин, Фарит Мубаракшевич — сенатор Российской Федерации — представитель от исполнительного органа государственной власти Самарской области, заместитель председателя Комитета Совета Федерации по международным делам
8. 18 мая 2022 года, № 290 — Добродеев, Борис Тихонович — драматург, член Общероссийской общественной организации «Союз кинематографистов Российской Федерации», город Москва
9. 18 мая 2022 года, № 290 — Кийко, Юрий Ильич — врач всероссийского центра глазной и пластической хирургии федерального государственного бюджетного образовательного учреждения высшего образования «Башкирский государственный медицинский университет»
10. 2 июня 2022 года, № 337 — Сафаров, Асгат Ахметович — Руководитель Аппарата Президента Республики Татарстан
11. 2 июня 2022 года, № 337 — Катырин, Сергей Николаевич — президент Торгово-промышленной палаты Российской Федерации
12. 1 июля 2022 года, № 418 — Покровская, Татьяна Николаевна — главный тренер спортивной сборной команды Российской Федерации по синхронному плаванию федерального государственного бюджетного учреждения «Центр спортивной подготовки сборных команд России», город Москва
13. 8 июля 2022 года, № 436 — Завражнов, Анатолий Иванович — главный научный сотрудник ректората федерального государственного бюджетного образовательного учреждения высшего образования «Мичуринский государственный аграрный университет», Тамбовская область
14. 8 июля 2022 года, № 436 — Богданов, Михаил Леонидович — специальный представитель Президента Российской Федерации по Ближнему Востоку и странам Африки, заместитель министра иностранных дел Российской Федерации
15. 8 августа 2022 года, № 525 — Шахназаров, Карен Георгиевич — генеральный директор федерального государственного унитарного предприятия «Киноконцерн „Мосфильм“», город Москва
16. 8 августа 2022 года, № 525 — Щербакова, Елена Александровна — художественный руководитель — директор федерального государственного бюджетного учреждения культуры «Государственный академический ансамбль народного танца имени Игоря Моисеева», город Москва
17. 8 августа 2022 года, № 525 — Сысоев, Валерий Сергеевич — советник директора по физической культуре и спорту федерального государственного автономного учреждения «Федеральная дирекция организации и проведения спортивных и физкультурных мероприятий», город Москва
18. 25 августа 2022 года, № 572 — Алханов, Али Дадашевич — заместитель министра юстиции Российской Федерации
19. 25 августа 2022 года, № 572 — Шакуров, Сергей Каюмович — артист государственного бюджетного учреждения культуры города Москвы «Московский театр Юного Зрителя»
20. 14 сентября 2022 года, № 637 — Косачёв, Константин Иосифович — сенатор Российской Федерации — представитель от исполнительного органа государственной власти Республики Марий Эл, заместитель Председателя Совета Федерации Федерального собрания Российской Федерации, член Комитета Совета Федерации по международным делам
21. 4 октября 2022 года, № 704 — Рахмон, Эмомали — Президент Республики Таджикистан
22. 19 октября 2022 года, № 758 — Горшков, Александр Георгиевич — президент Общероссийской общественной организации «Федерация фигурного катания на коньках России», город Москва
23. 19 октября 2022 года, № 758 — Ротенберг, Аркадий Романович — президент Общероссийской общественной организации «Федерация хоккея России», город Москва
24. 4 ноября 2022 года, № 796 — Ушачёв, Иван Григорьевич — научный руководитель федерального государственного бюджетного научного учреждения «Федеральный научный центр аграрной экономики и социального развития сельских территорий — Всероссийский научно-исследовательский институт экономики скльского хозяйства», город Москва
25. 4 ноября 2022 года, № 796 — Сигов, Александр Сергеевич — президент федерального государственного бюджетного образовательного учреждения высшего образования «МИРЭА — Российский технологический университет», город Москва
26. 28 ноября 2022 года, № 866 — Цицин, Константин Георгиевич — генеральный директор публично-правовой компании «Фонд развития территорий», город Москва
27. 12 декабря 2022 года, № 910 — Новицкий, Олег Викторович — инструктор-космонавт-испытатель — заместитель командира отряда космонавтов федерального государственного бюджетного учреждения «Научно-исследовательский испытательный центр подготовки космонавтов имени Ю. А. Гагарина», Московская область
28. 22 декабря 2022 года, № 933 — Швыдкой, Михаил Ефимович — специальный представитель Президента Российской Федерации по международному культурному сотрудничеству, советник министра иностранных дел Российской Федерации

## Кавалеры ордена IV степени
1. 21 февраля 2022 года, № 70 — Терешкова, Валентина Владимировна — депутат Государственной думы Федерального собрания Российской Федерации, член Комитета Государственной думы по международным делам
2. 21 февраля 2022 года, № 70 — Сметанина, Раиса Петровна — эксперт государственного автономного учреждения Республики Коми «Центр спортивной подготовки сборных команд»
3. 21 февраля 2022 года, № 70 — Небензя, Василий Алексеевич — Постоянный представитель Российской Федерации при Организации Объединённых Наций в Нью-Йорке, США, и Представитель Российской Федерации в Совете Безопасности Организации Объединённых Наций
4. 1 июля 2022 года, № 418 — Титов, Василий Николаевич — президент Общероссийской общественной организации «Федерация спортивной гимнастики России», советник президента — председателя правления Банка ВТБ (публичного акционерного общества)
5. 8 июля 2022 года, № 436 — Совмен, Хазрет Меджидович — учредитель Красноярского регионального общественного благотворительного фонда имени Х. М. Совмена, учредитель частного учреждения для детей сирот и детей, оставшихся без попечения родителей, «Детский дом имени Х. М. Совмена»
6. 8 июля 2022 года, № 436 — Шевкунов, Георгий Александрович (митрополит Псковский и Порховский Тихон) — глава Псковской митрополии Русской православной церкви
7. 15 июля 2022 года, № 456 — Рыжиков, Сергей Николаевич — инструктор-космонавт-испытатель отряда космонавтов федерального государственного бюджетного учреждения «Научно-исследовательский испытательный центр подготовки космонавтов имени Ю. А. Гагарина», Московская область
8. 15 июля 2022 года, № 456 — Соловьёв, Владимир Рудольфович — ведущий программы группы ведущих творческо-производственного объединения «Россия-1» филиала федерального государственного унитарного предприятия «Всероссийская государственная телевизионная и радиовещательная компания» "Государственная телевизионная компания «Телеканал „Россия“», город Москва
9. 8 августа 2022 года, № 525 — Кошелев, Сергей Михайлович — Чрезвычайный и Полномочный Посланник 1 класса в отставке
10. 8 августа 2022 года, № 525 — Овчинин, Алексей Николаевич — инструктор-космонавт-испытатель отряда космонавтов федерального государственного бюджетного учреждения «Научно-исследовательский испытательный центр подготовки космонавтов имени Ю. А. Гагарина», Московская область
11. 25 августа 2022 года, № 572 — Дамбаев, Георгий Цыренович — заведующий кафедрой федерального государственного бюджетного образовательного учреждения высшего образования «Сибирский государственный медицинский университет», Томская область
12. 26 августа 2022 года, № 580 — Бердымухамедов, Гурбангулы Мяликгулыевич — председатель Халк Маслахаты Милли Генгеша Туркменистана
13. 5 сентября 2022 года, № 606 — Клишас, Андрей Александрович — сенатор Российской Федерации — представитель от исполнительного органа государственной власти Красноярского края, председатель Комитета Совета Федерации по конституционному законодательству и государственному строительству
14. 14 сентября 2022 года, № 637 — Хоменко, Александр Андреевич — заместитель председателя объединённого совета ветеранов общевойсковых объединений и стрелковых соединений Московской общественной организации ветеранов Великой Отечественной войны, ветеранов боевых действий, военной службы и ветеранов труда
15. 21 сентября 2022 года, № 654 — Строгонова, Надежда Васильевна, город Санкт-Петербург
16. 21 сентября 2022 года, № 654 — Мохначук, Иван Иванович — председатель Российского независимого профсоюза работников угольной промышленности, город Москва
17. 12 октября 2022 года, № 732 — Анисимов, Василий Васильевич — президент Общероссийской общественной организации «Федерация дзюдо России», город Москва
18. 12 октября 2022 года, № 732 — Ротенберг, Борис Романович — вице-президент Общероссийской общественной организации «Федерация дзюдо России», город Москва
19. 28 ноября 2022 года, № 866 — Серков, Пётр Павлович — первый заместитель Председателя Верховного суда Российской Федерации
20. 22 декабря 2022 года, № 933 — Таймасханов, Бекхан Элимсолтоевич — заместитель Председателя Правительства Чеченской Республики — полномочный представитель Чеченской Республики при Президенте Российской Федерации